# ヘルマン・ケンペル
ヘルマン・ケンペル（Hermann Kemper、1892年4月5日 - 1977年7月13日）はドイツの技術者。磁気浮上式鉄道における電磁吸引式の基本研究で活躍し、「磁気浮上式鉄道の父」とも評される。

## 来歴
1892年にドイツのオスナブリュックにあったソーセージ製造をしていた家に生まれ、ハノーファーの大学で電気工学を学んだ。磁気浮上による交通機関のアイデアは彼が高校に通っていた頃から考えていたようであった。卒業後はシーメンスで働くが、その後、実家のソーセージ工場の地下の物置を改造して実験室にし、そこで電磁石による磁気浮上の実験を1922年ごろから行うようになった。
1927年、磁石による浮上実験に成功する。1934年8月14日、磁気浮上鉄道（電磁吸引方式）に関する基本特許(DPR 643 316)を取得したのを始め、磁気浮上鉄道に関する3つの基本特許を取得した。.1930年代の彼の計算によると、磁気浮上式鉄道は1,000km/hでの走行が可能とのことであった。彼のアイデアとしては磁気浮上だけでなくチューブ内に軌道を入れて真空にして空気抵抗の影響も受けない1,000km/hから3,000km/hの高速交通機関を描いていたようだ。
第二次世界大戦中は、磁気浮上式鉄道の研究を中断し、ゲッティンゲンにあった空力研究所に勤務した。
1960年代半ばから、再び磁気浮上式鉄道の研究を再開し、トランスラピッドの開発に尽力する。彼のアイデアは、2006年現在中国で上海トランスラピッドとなり、実用化されている。
1972年にはこれまでの功績に対して西ドイツ政府からドイツ連邦共和国功労勲章が授与された。
なお、スピード狂であり、休暇にはアウトバーンをドライブするのが趣味であったと伝えられている。晩年は同じくドイツ人によって発明されたロータリーエンジンの構造に興味を示し、愛車はマツダ・コスモであった。

## 文献
- Rossberg, Ralf Roman (1983). Radlos in die Zukunft? Die Entwicklung neuer Bahnsysteme. Orell Füssli Verlag. ASIN B002ROWD5M
- Rossberg, Ralf Roman (1993). Radlos in die Zukunft? Die Entwicklung neuer Bahnsysteme. Orell Fuessli Verlag. ISBN 978-3280015032
- Ralf　Roman Rossberg 著、須田　忠治 訳『磁気浮上式鉄道の時代が来る?』電気車研究会、1990年6月。ISBN 978-4885480539。